# Eucallopistus
Eucallopistus es un género de escarabajos de la familia Buprestidae.

## Especies
- Eucallopistus carteri (Kerremans, 1908)
- Eucallopistus castelnaudii (Deyrolle, 1864)
- Eucallopistus moultoni (Kerremans, 1910)
- Eucallopistus purpuriceps (Thery, 1923)
- Eucallopistus triangularis (Kerremans, 1909)